# Greppen
Greppen is een gemeente en plaats in het Zwitserse kanton Luzern en maakte deel uit van het district Luzern tot op 1 januari 2008 de districten van Luzern werden afgeschaft.
Greppen had eind 2012 het inwonertal 1050.

## Externe link

Greppen